# Trachea auriplena
Trachea auriplena là một loài bướm đêm trong họ Noctuidae.